# Una estación de amor
Una estación de amor es un cuento del escritor uruguayo Horacio Quiroga, publicado por primera vez en Cuentos de amor de locura y de muerte, en 1917.

## Resumen
Esta historia trata de un amor que nace en la época de la estación de carnavales. Siempre idealizado, Nébel se enamora de Lidia, quien cuenta con una familia con problemas que parten por su padre que alega que el amor que se profesa la pareja no es nada más que algo pasajero y, por otro lado está la presencia de la madre de la muchacha quien abusa de la morfina para poder vivir. No pudiendo concretar su romance, pierden el contacto por una década y al verse nuevamente encontramos a un Octavio Nebel casado y a Lidia cuidando de su madre. Nébel permite la visita a su casa de madre e hija, por parte de ambos hay recuerdos sobre la relación. La madre muere por causa de la morfina a la 1 de la madrugada. En las últimas líneas se describe como Nébel da el primer y último beso a Lidia, la que luego se va en un tren. Nunca más volvieron a verse.